# Ág
Ág es un pueblo ubicado en el condado de Baranya, Hungría.

## Superficie
Posee una superficie de 12,03 kilómetros cuadrados.

## Demografía
Hasta 2021 la población era de 168 habitantes, con una densidad de población de 13,96 habitantes por kilómetro cuadrado.